# پلی‌تریکوم جونی‌پریمیوم
پلی‌تریکوم جونی‌پریمیوم (نام علمی: Polytrichum juniperinum) نام یک گونه از division خزه است.